# Sunflower (album, The Beach Boys)
Sunflower je šestnácté studiové album americké poprockové skupiny The Beach Boys, vydané v roce 1970 u vydavatelství Reprise Records a Brother Records. Jedná se o poslední album, na kterém se výrazně podílel Brian Wilson, než se na několik let stáhl z výraznější spolupráce s kapelou. Přes menší komerční úspěch v době vydání, patří zpětně k nejoceňovanějším deskám The Beach Boys. Americký časopis Rolling Stone ji v roce 2003 zařadil do své ankety 500 nejlepších alb všech dob (#380). Britský deník The Guardian ji roku 1997 umístil na 66. pozici v žebříčku 100 nejlepších alb všech dob.

## Okolnosti vzniku alba
Po odchodu skupiny od vydavatelské firmy Capitol, podepsala novou smlouvu se společností Reprise Records patřící do rodiny Warner. The Beach Boys zde vydávali desky pod svou vlastní značkou Brother Records. Kapela věnovala přípravě alba značnou pozornost. Vzhledem k tomu, že nahrávací frekvence probíhaly rok a půl, vzniklo pro něj až čtyři desítky skladeb, na nichž se autorsky podíleli všichni členové. Závěrečná skladba Cool, Cool Water pocházela z původně nedokončeného projektu alba Smile. Vydavatelství opakovaně vracelo nabízený výběr skladeb a obě strany se shodly až na třetí verzi desky v létě roku 1970. Mnohé z odmítnutých písní skupina později upravila na následující alba či je zařadila na CD Feel Flows, rozšířenou reedici této desky (a alba Surf's Up) z roku 2001. Na některá vydání mimo USA byl na desku zařazen také aktuální hitový singl skupiny s předělávkou písně Cottonfields (odlišnou od nahrávky z alba 20/20).

## Přijetí desky
Album vyšlo 31. srpna 1970 a dosáhlo v americkém žebříčku Billboard na 151. pozici, přičemž se mnohem lépe prodávalo ve Velké Británii, kde se umístilo na 29. místě. Výrazným hitem se nestal ani singl Add Some Music to Your Day, který dosáhl pouze na 64. místo v americké hitparádě Billboard (lépe si vedl v konkurenčním Record World, kde dosáhl na #39). Ani další singly z alba neměly zásadní ohlas, pouze píseň Tears in the Morning se stala hitem v Nizozemí, kde bodovala na #4 (album zde dosáhlo na #10). Menší úspěch desky přispěl k tomu, že se Brian Wilson na několik let stáhl z výrazných hudebních aktivit, a ačkoliv s kapelou příležitostně nahrával, k plnohodnotné práci se s The Beach Boys vrátil až při přípravě alba 15 Big Ones (1976).

## Seznam skladeb
| Strana 1 | Strana 1                   | Strana 1                                             | Strana 1                                                         | Strana 1 |
| Pořadí   | Název                      | Autor                                                | Vedoucí vokály                                                   | Délka    |
| -------- | -------------------------- | ---------------------------------------------------- | ---------------------------------------------------------------- | -------- |
| 1.       | Slip On Through            | Dennis Wilson, Gregg Jakobson                        | Dennis Wilson                                                    | 2:17     |
| 2.       | This Whole World           | Brian Wilson                                         | Carl Wilson                                                      | 1:56     |
| 3.       | Add Some Music to Your Day | Brian Wilson, Mike Love, Joe Knott                   | Mike Love, Bruce Johnston, Carl Wilson, Brian Wilson, Al Jardine | 3:34     |
| 4.       | Got to Know the Woman      | Dennis Wilson, Gregg Jakobson                        | Dennis Wilson                                                    | 2:41     |
| 5.       | Deirdre                    | Bruce Johnston, Brian Wilson                         | Bruce Johnston, Brian Wilson                                     | 3:27     |
| 6.       | It's About Time            | Dennis Wilson, Carl Wilson, Bob Burchman, Al Jardine | Carl Wilson, Mike Love                                           | 2:55     |

| Strana 2 | Strana 2             | Strana 2                              | Strana 2                     | Strana 2 |
| Pořadí   | Název                | Autor                                 | Vedoucí vokály               | Délka    |
| -------- | -------------------- | ------------------------------------- | ---------------------------- | -------- |
| 1.       | Tears in the Morning | Bruce Johnston                        | Bruce Johnston               | 4:07     |
| 2.       | All I Wanna Do       | Brian Wilson, Mike Love               | Mike Love                    | 2:34     |
| 3.       | Forever              | Dennis Wilson, Gregg Jakobson         | Dennis Wilson                | 2:40     |
| 4.       | Our Sweet Love       | Brian Wilson, Carl Wilson, Al Jardine | Carl Wilson                  | 2:38     |
| 5.       | At My Window         | Al Jardine, Brian Wilson              | Bruce Johnston, Brian Wilson | 2:30     |
| 6.       | Cool, Cool Water     | Brian Wilson, Mike Love               | Brian Wilson, Mike Love      | 5:03     |

## Obsazení

### The Beach Boys
- Brian Wilson – klávesy, klavír, varhany, syntezátor, zpěv, luskání prstů
- Carl Wilson – sólová kytara, sitár, baskytara, klávesy, clavinet, zpěv, luskání prstů
- Dennis Wilson – bicí, perkuse, klavír, kytara, bonga, tamburína, zpěv, luskání prstů
- Al Jardine – kytara, zpěv, luskání prstů
- Mike Love – zpěv, luskání prstů

### Ostatní hudebníci
- Ed Carter – kytara
- Daryl Dragon – varhany, vibrafon, klavír, cembalo, trubicové zvony, baskytara
- Dennis Dragon – bicí, konga, cowbell, timbales
- Carnie Wilson – doprovodné vokály
- Julia Tillman – doprovodné vokály
- Carolyn Willis – doprovodné vokály
- Edna Wright – doprovodné vokály
- David Cohen – kytara
- Jerry Cole – kytara
- Al Casey – kytara
- Ronald Benson – kytara, mandolína
- Mike Anthony – kytara
- James Burton – kytara
- Jack Conrad – kytara, baskytara
- Ray Pohlman – baskytara
- Joe Osborn – baskytara
- Jimmy Bond – kontrabas, baskytara
- Lyle Ritz – baskytara
- Mort Klanfer – baskytara
- Larry Knechtel – klavír
- Mike Melvoin – klavír
- Gene Estes – bicí, zvonkohra, shaker
- John Guerin – bicí
- Earl Palmer – bicí
- Hal Blaine – bicí
- Frank Capp – tamburína, tympány
- Stan Levey – basový buben, cowbell
- John Audino – trubka
- Tony Terran – trubka
- Carl Fortina – koncertina
- Igor Horoshevsky – violoncello
- Red Rhodes – pedálová steel kytara
- Paul Beaver – syntezátor
- Jay Migliori – flétna
- David Sherr – flétna
- Bernard Krause – syntezátor
- Anatol Kaminsky – housle
- Sam Freed – housle
- Marvin Limonick – housle
- David Frisina – housle
- George Kast – housle
- Nathan Kaproff – housle
- Alexander Murray – housle
- Dorothy Wade – housle
- Spiro Stamos – housle
- Roy Tanabe – housle
- Shari Zippert – housle
- Jay Rosen – housle
- Virginia Majewski – viola
- Robert Ostrowsky – viola
- Alvin Dinkin – viola
- Allan Harstian – viola
- Edgar Lustgarten – violoncello
- Abe Luboff – kontrabas